# Całka Joule’a
Całka Joule’a – energia wydzielona w postaci ciepła w torze prądowym w czasie wyłączania prądu zwarciowego. Wartość liczbowa całki odpowiada wydzielonej energii w czasie tw na rezystancji 1 Ω. 
{\displaystyle J=\int \limits _{0}^{t_{w}}i^{2}dt.}
Całka Joule’a w normach i literaturze fachowej dotyczących wyłączników oznaczona jest jako I2t i nazywana jest energią przenoszoną przez wyłącznik.   